# 君だけを (西郷輝彦の曲)
「君だけを」（きみだけを）は、1964年2月15日に発売された西郷輝彦のデビューシングル。

## 解説
本楽曲は、日本クラウンが1963年の会社創立後、初となる新人専属歌手となった西郷輝彦のデビュー曲として発表された。
作詞は平尾昌章の「星は何でも知っている」などを手がけ、また、当時現役の讀賣新聞・文化部記者でもあった水島哲、作曲・編曲は弟・菊地正夫（のちの城卓矢）のヒット曲「スタコイ東京」を手がけた北原じゅん。シングル売上は60万枚を記録し、これにより西郷はスター歌手の座を掴む。シングル売上は1965年5月までの1年間で80万枚とも。
西郷は、本楽曲及び「十七才のこの胸に」などのヒットが高く評価され、1964年度・第6回日本レコード大賞新人賞を受賞した。

## 収録曲
- 両楽曲共に、作詞：水島哲／作曲・編曲：北原じゅん

1. 君だけを（3分5秒）
2. ひとりぽっち（2分44秒）

## カバー
- 中澤卓也 - （2017年）アルバム『繋ぐ Vol.1 ～カバー・ソングス 7つの歌心～』収録
- Baby Boo - （2020年）アルバム『うたごえ喫茶アルバム～青春のうた～』収録
- 松尾雄史 - （2021年）アルバム『松尾雄史コレクション 「3枚目」』収録